# Ризлинг италиански
Ризлинг италиански е бял винен сорт грозде с произход от района на Шампан във Франция, където е отглеждан под името Меслие (Meslier). Оттам е пренесен в Северна Италия и е получил известното наименование Ризлинг италиански. Разпространен е и в Унгария, Австрия (8 % от площите – 5000 ха), Хърватия, Чехия, Словакия, Словения, Румъния, България и др. В България е пренесен най-напред в Евксиноград и след това е разпространен предимно във Варненско и Шуменско.
Известен е и с наименованията: Вершризлинг (Австрия), Ризлинг влашки (Чехия), Ризлинг лашки (Словения), Велшризлинг (Германия), Олас ризлинг (Унгария), Рислинг итальянский (Русия), Биела сладка, Грашавина, Талянска грашевиана, Рислер, Рисми и др.
Среднозреещ сорт: в Северна България узрява до средата на септември, а по Черноморието – в края на септември – началото на октомври. Чувствителен към сиво гниене и оидиум. Развива се добре в хладни райони, по хълмисти терени с умерени температури и умерена атмосферна влажност, на хумусно-карбонатни, глинесто-песъчливи и чакълести почви. Чувствителен е на суша. Сравнително устойчив е на студ и сиво гниене. Има среден растеж, добра родовитост и дава средни добиви.
Гроздът е малък (90 – 100 г.), цилиндричен или цилиндрично коничен, често с едно крило, сбит до полусбит. Зърната са малки, сферични, с ясно личащо кафяво пъпче на върха, сочни, сладки, с хармоничен вкус. Кожицата е средно дебела, жълто-зелена, покрита с восъчен налеп.
Натрупва захари: 18,5 -20 % и титруеми киселини: 7,2 – 8,6 г./куб.дм. Използва се за получаване на качествени бели сухи вина, които се отличават със зеленикавозлатист цвят, лекота, свежест, фин вкус, пълнота и изразен плодов аромат. Гроздето е пригодно и за производство на естествено пенливи вина. От него се произвеждат и шампански виноматериали. При купажиране със сортовете „Ризлинг италиански“ и „Димят“ се получават прочутите бели сухи евксиноградски вина.